# Angri
Angri község (comune) Olaszország Campania régiójában, Salerno megyében.

## Fekvése
A megye északnyugati részén fekszik. Határai: Corbara, Lettere, San Marzano sul Sarno, Sant’Antonio Abate, Sant’Egidio del Monte Albino és Scafati. A  Sarno folyó völgyében fekszik, a Lattari-hegység lábainál.

## Története
Jelentős mezőgazdasági központ valamint jelentős a könnyűipara is. A település a 7. században alakult ki a nocerai grófok hűbéri birtokaként. A 17. században a Doria család tulajdonába került, akik elérték a vidék hercegséggé való emelését. A 19. század elején vált önálló községgé, amikor a Nápolyi Királyságban felszámolták a feudalizmust.

## Népessége
A népesség számának alakulása:

## Főbb látnivalói
- Castello Doria
- San Giovanni Battista-templom
- Santa Caterina-templom
- Santa Maria di Costantinopoli-templom
- San Benedetto-templom
- Madonna del Carmine-templom